# Communauté de communes de Benfeld et environs
La communauté de communes de Benfeld et environs est une ancienne structure intercommunale située dans le département du Bas-Rhin et la région Grand Est et comptant 11 communes.

## Histoire
La communauté de communes de Benfeld et environs (COCOBEN) a été créée 23 décembre 1993 et se substitue à un SIVOM qui datait de 1973. 
Le 1er janvier 2017 elle fusionne avec la communauté de communes du Pays d'Erstein et la communauté de communes du Rhin pour former la communauté de communes du canton d'Erstein.

## Territoire communautaire

### Composition
La communauté de communes était constituée des 11 communes suivantes :
| Nom             | Code Insee | Gentilé        | Superficie (km2) | Population (dernière pop. légale) | Densité (hab./km2) |
| --------------- | ---------- | -------------- | ---------------- | --------------------------------- | ------------------ |
| Benfeld (siège) | 67028      | Benfeldois     | 7,79             | 5 716 (2013)                      | 734                |
| Herbsheim       | 67192      | Herbsheimois   | 8,6              | 909 (2013)                        | 106                |
| Huttenheim      | 67216      | Huttenheimois  | 12,55            | 2 629 (2013)                      | 209                |
| Kertzfeld       | 67233      | Kertzfeldois   | 9,43             | 1 263 (2013)                      | 134                |
| Kogenheim       | 67246      | Kogenheimois   | 11,77            | 1 178 (2013)                      | 100                |
| Matzenheim      | 67285      | Matzenheimois  | 7,14             | 1 411 (2013)                      | 197                |
| Rossfeld        | 67412      | Rossfeldois    | 6,15             | 929 (2013)                        | 151                |
| Sand            | 67433      | Sandois        | 6,35             | 1 140 (2013)                      | 179                |
| Sermersheim     | 67464      | Sermersheimois | 10,12            | 862 (2013)                        | 85                 |
| Westhouse       | 67526      | Westhousiens   | 11,94            | 1 475 (2013)                      | 123                |
| Witternheim     | 67545      | Witternheimois | 4,99             | 511 (2013)                        | 102                |

## Administration

### Siège
Le siège de la communauté de communes de Benfeld et environs était à Benfeld, 3 rue de Sélestat.

### Conseil communautaire
Les 26 conseillers titulaires étaient répartis selon le droit commun comme suit : 
| Nombre de délégués | Communes                                                                                         |
| ------------------ | ------------------------------------------------------------------------------------------------ |
| 5                  | Benfeld                                                                                          |
| 3                  | Huttenheim                                                                                       |
| 2                  | Herbsheim, Kertzfeld, Kogenheim, Matzenheim, Rossfeld, Sand, Sermersheim, Westhouse, Witternheim |

### Élus
La communauté de communes était administrée par un conseil communautaire constitué de 26 conseillers communautaires, qui sont des conseillers municipaux représentant chacune des communes membres.
À la suite des élections municipales de 2014 dans le Bas-Rhin, le conseil communautaire du 16 avril 2014 a élu son président, Denis Schultz, maire de Sand, ainsi que ses 5 vice-présidents. 
Jusqu'à la dissolution de l'intercommunalité, la composition du bureau communautaire était la suivante :
|     | Attributions                                                           | Identité             | Qualité                          |
| --- | ---------------------------------------------------------------------- | -------------------- | -------------------------------- |
| 1re | Petite enfance, tourisme développement durable et environnement        | Lucienne Gilg        | 1re adjointe au maire de Benfeld |
| 2e  | Finances et administration générale                                    | Francine Froment     | Maire de Kogenheim               |
| 3e  | Services périscolaires, rythmes scolaires, personnes âgées et économie | Michel Kocher        | Maire de Matzenheim              |
| 4e  | Travaux, voirie, pistes cyclables et parc de matériel                  | Jean-Jacques Breitel | Maire de Huttenheim              |
| 5e  | Jeunesse, culture, monde associatif, cinéma et transports              | Claude Wissenmeyer   | Maire de Westhouse               |

### Liste des présidents
| Période                                    | Période | Identité       | Étiquette    | Qualité                                                                                                |
| ------------------------------------------ | ------- | -------------- | ------------ | --- |
| Syndicat intercommunal à vocation multiple |         |                |              | |
| Les données manquantes sont à compléter.   |         |                |              | |
| 1989                                       | 1993    | Gaston Schmitt | RPR          | Chef d'entreprise Maire de Kogenheim (1971 → 2008) Conseiller général de Benfeld (1982 → 1994)         |
| Communauté de communes                     |         |                |              | |
| 1994                                       | 2001    | Gaston Schmitt | RPR          | Chef d'entreprise Maire de Kogenheim (1971 → 2008) Conseiller général de Benfeld (1982 → 1994)         |
| 2001                                       | 2008    | Esther Sittler | DVD puis UMP | Secrétaire administrative Maire de Herbsheim (1983 → 2019) Sénatrice du Bas-Rhin (2004 et 2005 → 2014) |
| 2008                                       | 2014    | Michel Kocher  | DVD          | Gérant de société Maire de Matzenheim (2001 → 2020)                                                    |
| 2014                                       | 2016    | Denis Schultz  | UDI          | Maire de Sand (2001 → ) Conseiller départemental d'Erstein (2015 → )                                   |